# ببغاء الخد البرتقالي
ببغاء الخد البرتقالي (بالإنجليزية : Orange-cheeked parrot) (الاسم العلمي : Pyrilia barrabandi) هو نوع من الببغاء ينتمي إلي فصيلة ببغائية. تم وضعه سابقًا تحت جنس بايونوسيتا (Pionopsitta)، والذي هو الآن أصنوفة أحادية الطراز.
يوجد بالأنديز الأمازومنية، بغابات رطبة منخفضة عن سطح البحر، بالشمال الغربي، الجنوب الغربي، وحوض الأمازون الجنوبي الأوسط في أمريكا الجنوبية.
تحيي التسمية الثنائية لهذا الطائر ذكري الرسام جاكس باراباند.